# Exitância luminosa
Exitância luminosa é a grandeza usada para determinar uma quantidade qualquer a partir de uma superfície plana de um metro quadrado de área que emite um quantidade de fluxo luminoso de um lúmen.